# Kvitbjørn-ulykken
Kvitbjørn-ulykken var en flyulykke 28. august 1947 hvor Det Norske Luftfartsselskaps vandflyver Kvitbjørn i tæt tåge ramte fjeldvæggen ved Urklubben i Lødingsfjellet ved Lødingen, længst mod syd i Tjeldsundet i Nordland fylke i Norge. Flyet var af typen Short Sandringham (registring LN-IAV).
Flyvebåden var da den havarerede på vej fra Tromsø, via Harstad til Bodø. Samtlige 35 om bord omkom i det som til da var Norges største flyulykke. Om bord var der 28 passagerer (deraf en amerikansk og to tjekkiske statsborgere), samt et mandskab på syv.